# Orthocerodus
Orthocerodus es un  género de coleópteros adéfagos de la familia Carabidae.

## Especies
Comprende las siguientes especies:
- Orthocerodus atronitens (Fairmaire, 1892)
- Orthocerodus longicollis Jeannel, 1949
- Orthocerodus mirabilis Basilewsky, 1946
- Orthocerodus parallelus Jeannel, 1949
- Orthocerodus puncitsternis Basilewsky, 1977